# Georges Fleury
Georges Fleury (Orleans, 18 de febrer de 1878 - Créteil, 10 de març de 1968) va ser un ciclista francès que va córrer entre 1904 i 1911. No obtingué cap victòria destacable com a professional, però el 1908 acabà en setena posició al Tour de França i altres tres vegades acabà entre els quinze primers classificats.

## Palmarès
- 1904
  - 3r a la Bordeus-París
- 1906
  - 7è a la Bordeus-París
  - 11è a la París-Roubaix
- 1910
  - 6è a la Bordeus-París

### Resultats al Tour de França
- 1904. Abandona (1a etapa)
- 1906. 11è de la classificació general
- 1907. 12è de la classificació general
- 1908. 7è de la classificació general
- 1909. 12è de la classificació general
- 1910. 23è de la classificació general
- 1911. Abandona (8a etapa)